# Universidad Bautista de Oklahoma
La Universidad Bautista de Oklahoma (Oklahoma Baptist University en idioma inglés) es una universidad privada bautista, ubicada en Shawnee (Oklahoma), Oklahoma (Estados Unidos de América). Es miembro de la Convención General Bautista de Oklahoma (Convención Bautista del Sur).

## Historia
La escuela tiene sus orígenes en un proyecto de creación de una universidad de la Convención General Bautista de Oklahoma de 1906. Fue fundada oficialmente en 1910 como Universidad Bautista de Oklahoma. En 1920, tomó su nombre actual. En 2019, recibió el campus de la Universidad de San Gregorio como donación de Hobby Lobby, completando su parque de edificios. En 2020, se estableció un campus en la prisión Lexington Assessment and Reception Center en Lexington (Oklahoma). Para el curso 2021-2022 contó con 1.510 alumnos.

## Membresías
Es miembro de la Convención General Bautista de Oklahoma (Convención Bautista del Sur) y de la Asociación Internacional de Colegios y Universidades Bautistas.

## Campus

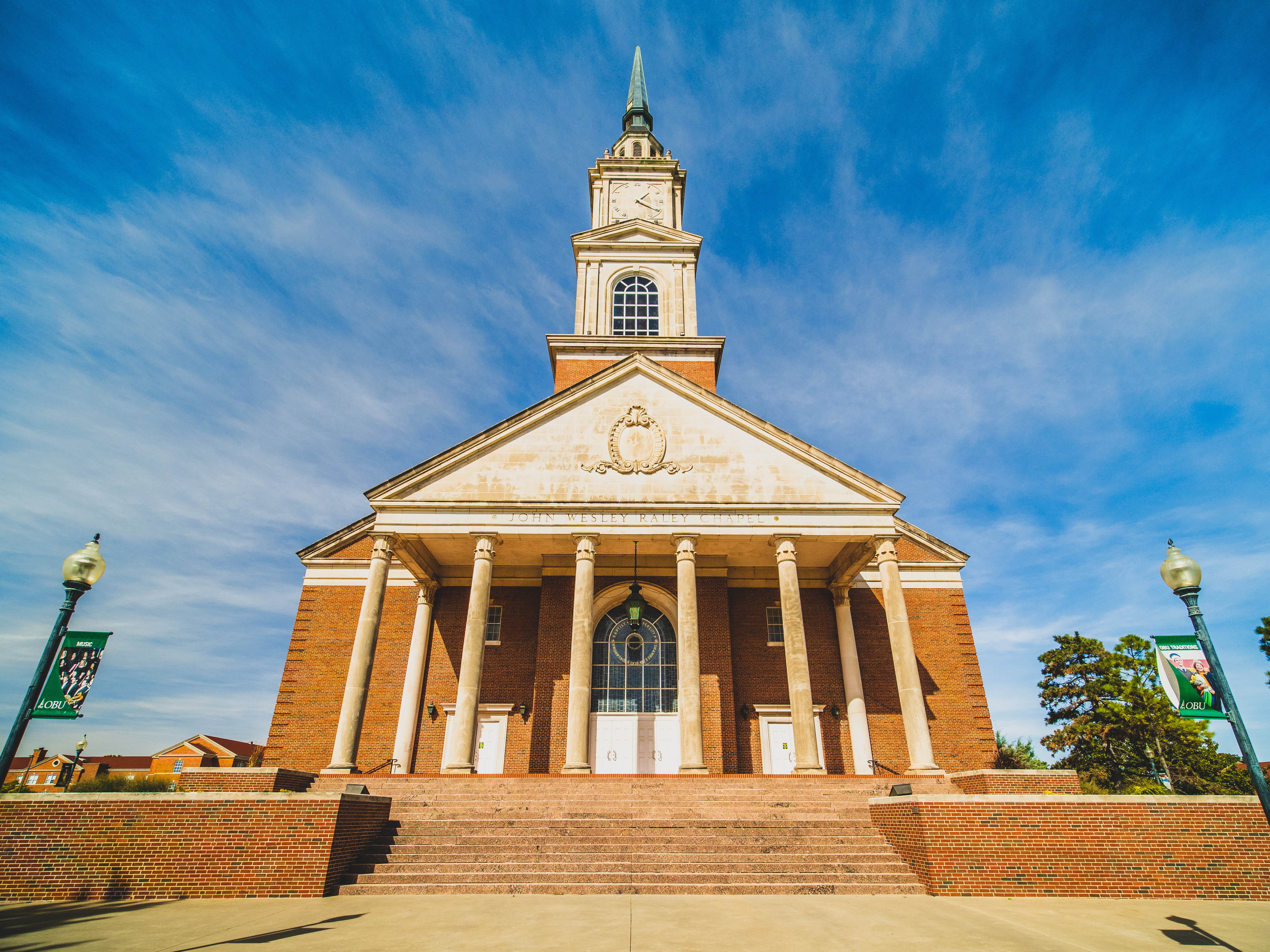
Chapelle
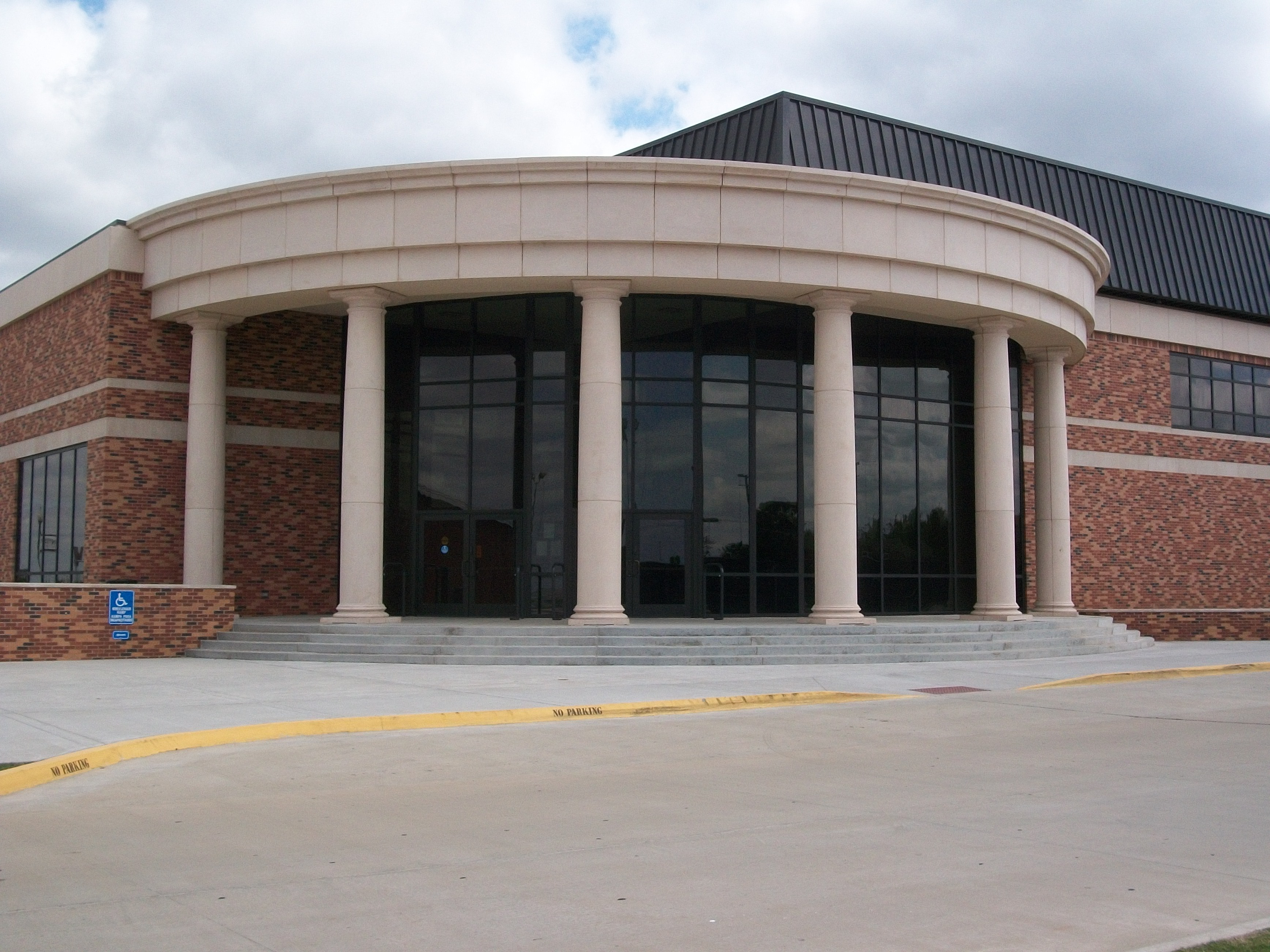
Recreation and Wellness Center
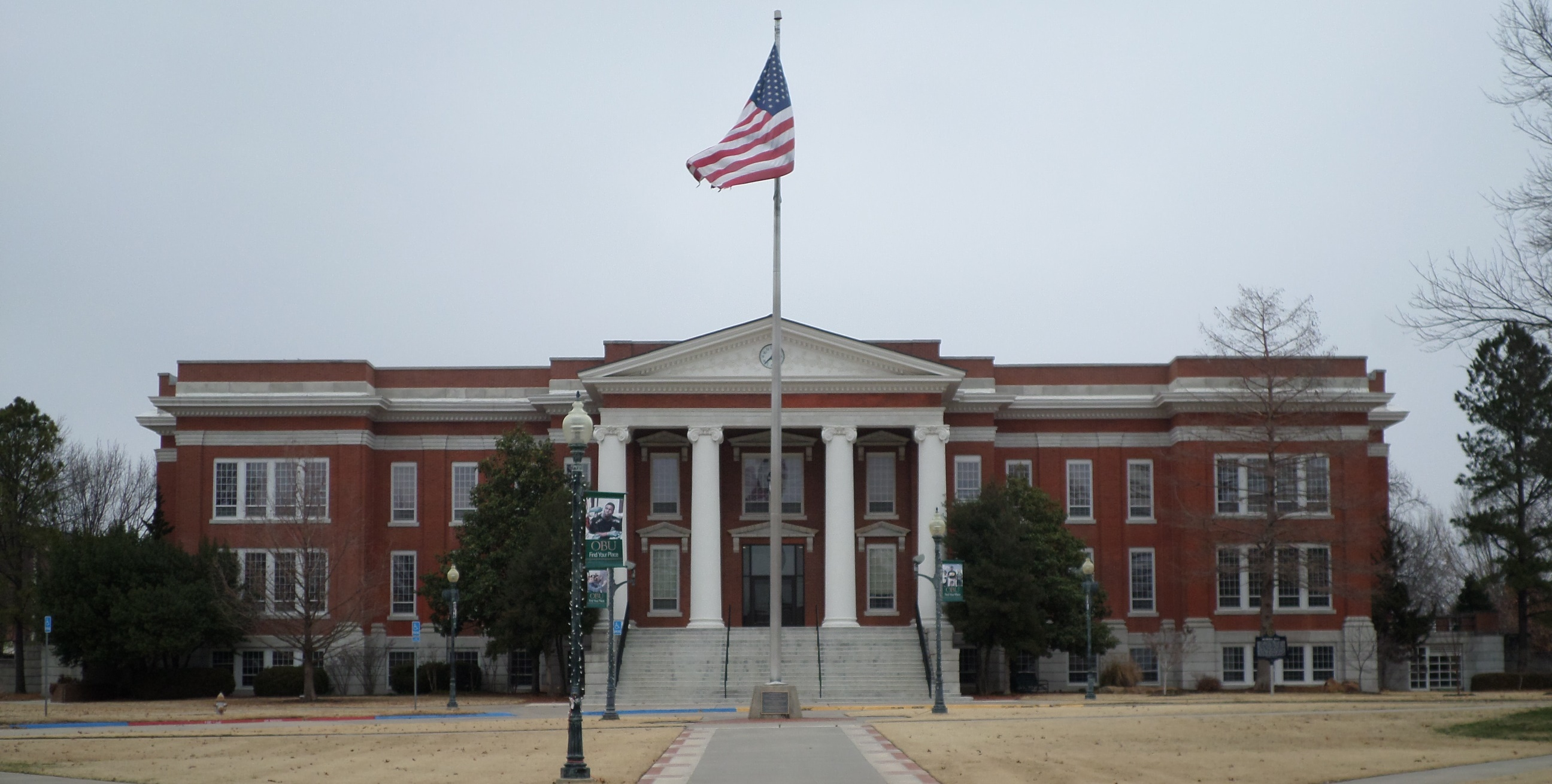
Shawnee Hall
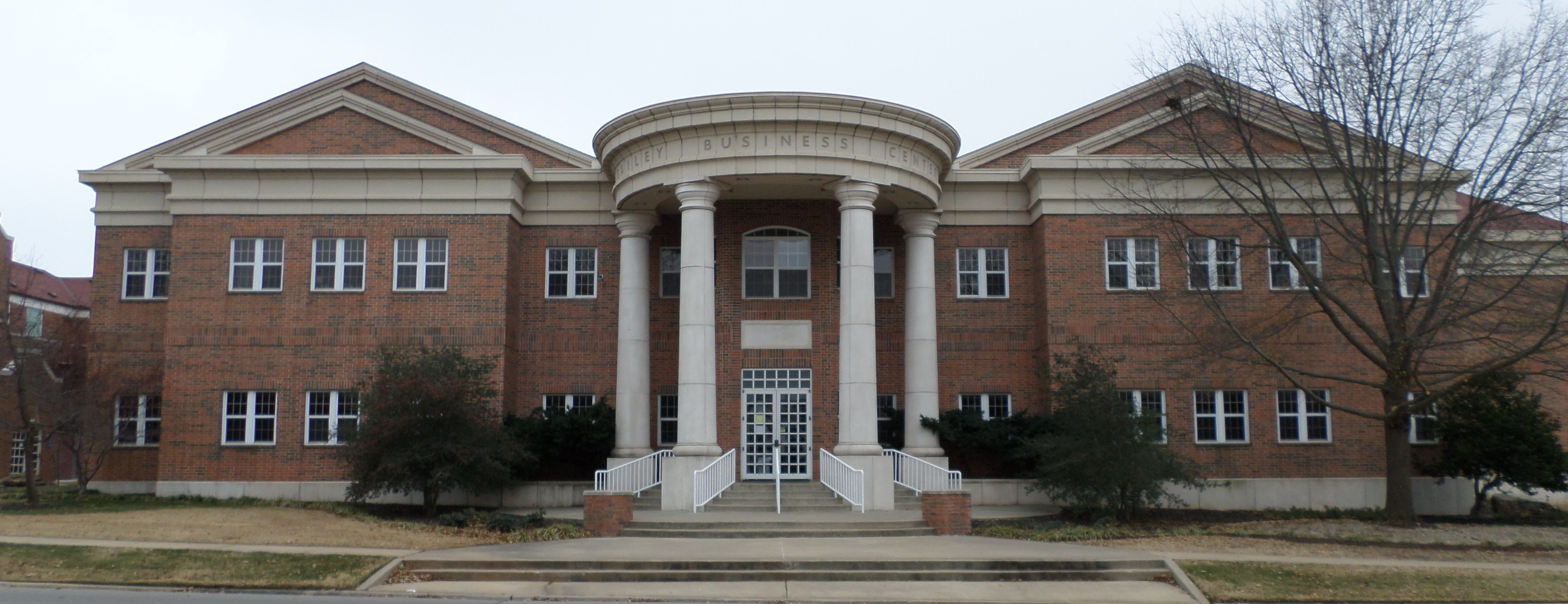
Bailey Business Center
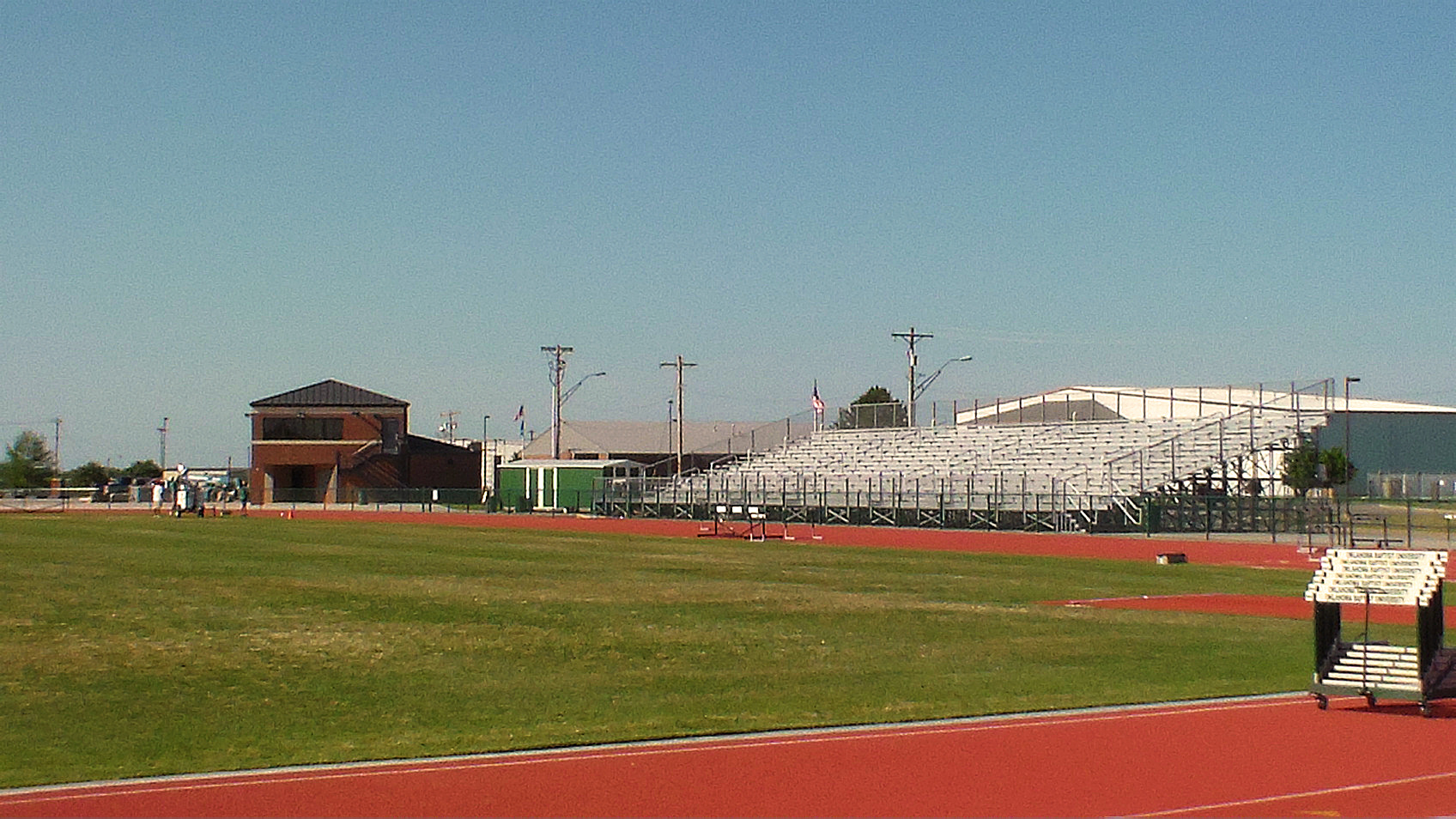
Eddie Hurt Jr. Memorial Track Complex